# Foo Fighters Sonic Highways
Foo Fighters: Sonic Highways é uma série de televisão americana criada por Dave Grohl. As gravações foram feitas enquanto o Foo Fighters gravava o álbum Sonic Highways